# توریا
توریا (به فرانسوی: Tureia) یک جزیره در فرانسه است که در پلی‌نزی فرانسه واقع شده‌است.

## خصوصیات
توریا ۱ کیلومترمربع مساحت و ۱ نفر جمعیت دارد.